# Cherry Venture
El Cherry Venture fue un carguero de origen escandinavo de 1.600 toneladas que encalló en la playa de Teewah, en el sureste de Queensland (Australia), el 6 de julio de 1973 y permaneció en la playa durante 34 años hasta su retirada a principios de 2007.

## Hundimiento

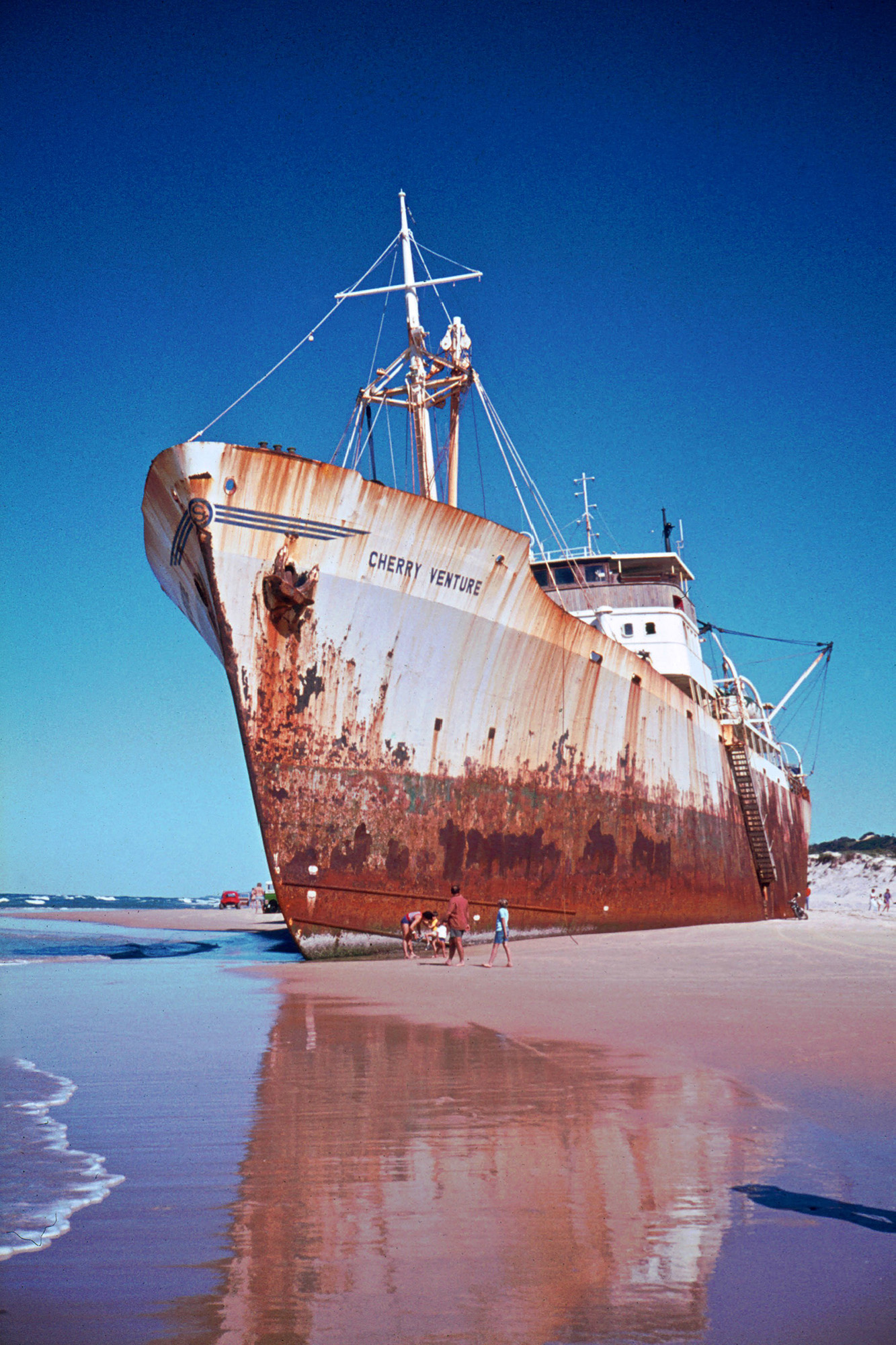
El Cherry Venture en torno a 1974

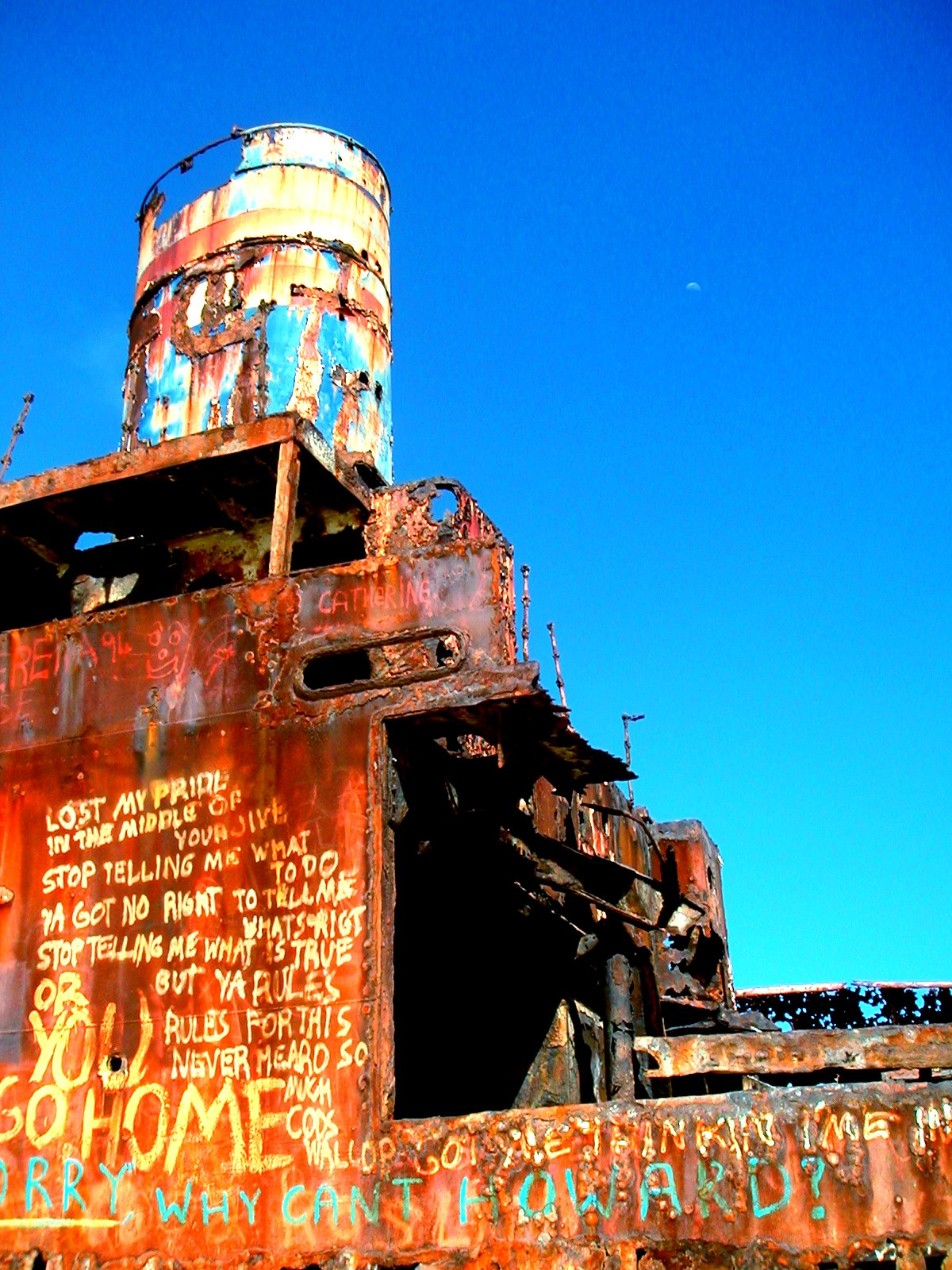
El pecio del Cherry Venture fotografiado en 2002.

El día de la tormenta el barco viajaba de Auckland a Brisbane bajo el mando del capitán Seluenu.
El Cherry Venture naufragó debido a una combinación de fuertes tormentas y falta de carga. Las boyas de la zona registraron olas de hasta 12 m (40 pies) de altura. El barco luchó contra las olas durante horas, enfrentándose directamente al viento y sin avanzar antes de que su capitán emitiera una llamada de socorro a las 6:50 a. m. El escuadrón n.º 9 de la RAAF , con base en Amberley, respondió a esa llamada y envió helicópteros de rescate Iroquois equipados con cabrestantes para ayudar en la evacuación del barco. Sin embargo, los vientos de 70 kilómetros (43 millas), el oleaje alto y la capa de nubes casi impenetrable obligaron a los helicópteros militares y sus tripulaciones veteranas a aterrizar en Maroochydore y esperar cambios en las condiciones.
Como las condiciones seguían siendo catastróficas para el Cherry Venture, se tomó la decisión de evacuar, pero las brutales olas arrancaron los botes salvavidas de sus ataduras y dejaron a los miembros de la tripulación varados. Horas más tarde, cuando el barco ya había encontrado el camino hacia la arena, un aviador local pudo ayudar a los helicópteros Iroquois por radio a través de una atrevida ruta de vuelo a baja altitud que se ha considerado una de las misiones de vuelo más peligrosas y mejor ejecutadas realizadas por las fuerzas de defensa australianas en tiempos de paz. La ruta de vuelo que emprendieron era previamente desconocida para las fuerzas de la RAAF y se mantuvo muy por debajo de la línea de nubes, dependiendo en gran medida de la topografía local para proporcionar refugio de los vientos abrasadores. Aunque los helicópteros pudieron transportar por aire a toda la tripulación de 24 miembros del Cherry Venture a un lugar seguro, incluidos dos monos mascota, el barco lamentablemente estaba demasiado lejos de la costa para recibir asistencia.
El barco sin carga se encontraba en lo alto del agua, lo que, combinado con las mareas altas y el fuerte oleaje, lo impulsó a un punto lo suficientemente arriba en la arena como para que no pudiera reflotarse con éxito, a pesar de los intentos que implicaron dragar la playa.

## Pecio
A finales de 2006 se anunció que el naufragio sería demolido debido a los crecientes peligros que planteaba su deterioro, incluido el amianto expuesto en la sala de máquinas.
Las tareas de remoción, que requirieron acordonar un tramo de la vía pública que discurre junto a la playa junto al pecio, comenzaron el 13 de febrero de 2007.
Tras la demolición del naufragio en 2007, el gobierno estatal ordenó enterrar el lugar para la seguridad de los visitantes. En 2013, el ciclón Oswald y las tormentas locales provocaron una grave erosión en el lugar que eliminó la capa de arena que cubría los restos del casco. Esto impulsó el negocio del turismo, ya que el naufragio fue y sigue siendo un ejemplo especial de la historia naviera de Australia.